# October 1
Pour les articles homonymes, voir 1er octobre.
Pour plus de détails, voir Fiche technique et Distribution.
October 1 est un film nigérian réalisé par Kunle Afolayan, sorti en 2014. 

## Synopsis
Un policier, l'inspecteur Danladi Waziri, enquête sur une série de viols et de meurtres de femmes dans une ville de l'Ouest du Nigeria. Les colonie et protectorat du Nigeria sont à la veille de l'indépendance du Nigeria, le 1er octobre 1960.

## Fiche technique
- Réalisation : Kunle Afolayan
- Scénario : Tunde Babalola (en)
- Musique : Kulanen Ikyo (en)
- Photographie : Yinka Edward
- Montage : Mike-Steve Adeleye
- Décors : Pat Nebo
- Costumes : Obijie Oru	et Deola Sagaoe
- Production : Kunle Afolayan
- Société de production : Golden Effects
- Sociétés de distribution : FilmOne Distribution, Netflix
- Pays de production :  Nigeria
- Langues originales : anglais, igbo, yoruba, haoussa
- Format : couleur
- Genre : drame
- Durée : 145 minutes
- Dates de sortie :
  - Nigeria : 3 octobre 2014 (sortie limitée) ; 3 octobre 2014 (sortie nationale)
  - France : 24 octobre 2022 (Netflix)

## Distribution
- Sadiq Daba : l'inspecteur Danladi Waziri
- Kayode Aderupoko : le sergent Sunday Afonja
- Demola Adedoyin : prince Aderopo
- Kehinde Bankole : Miss Tawa
- Kunle Afolayan : Agbekoya
- Fabian Adeoye Lojede : le caporal Omolodun
- Kanayo O. Kanayo : Okafor
- Ibrahim Chatta : Sumonu
- Bimbo Manuel : canonnier Kuforiji
- Femi Adebayo : Banji
- Abiodun Aleja : Olaitan
- Nick Rhys : Winterbottom
- Deola Sagoe : Funmilayo Ransome-Kuti
- David Bailie : Ackerman
- Colin David Reese : le révérend Dowling
- Lawrence Stubbings : Tomkins
- Ifayemi Elebuibon : Baba Ifa

## Distinctions
- Africa International Film Festival 2014 : meilleur film, meilleur scénario et meilleur acteur pour Sadiq Daba
- Festival panafricain du film de Los Angeles 2014 : prix de la programmation
- MultiChoice 2015 : meilleur film, meilleur réalisateur, meilleure photographie, meilleure actrice pour Kehinde Bankole
- Africa Movie Academy Awards 2015 : meilleur film nigérian et meilleur acteur pour Sadiq Daba